# Obviněný
Obviněný je nejobecnější označení osoby, proti které se vede trestní stíhání, stojí stranou trestního řízení. Obviněný je procesněprávní pojem, který je třeba odlišovat od pachatele trestného činu, což je pojem hmotněprávní. Trestný čin je objektivně spáchán určitým pachatelem bez ohledu na to, zda tato osoba někdy bude zjištěna orgány činnými v trestním řízení a zda bude ze spáchání daného trestného činu obviněna, bude proti ní vedeno trestní stíhání a bude odsouzena.

## Status obviněného
Podle současného trestního řádu se obviněným stane osoba podezřelá ze spáchání trestného činu doručením usnesení o zahájení trestního stíhání, které vydává zásadně policejní orgán nebo výjimečně státní zástupce. Proti usnesení o zahájení trestního stíhání je přípustná stížnost, která nemá odkladný účinek. Po nařízení hlavního líčení se obviněný označuje jako obžalovaný. Odsouzeným je pak ten, proti němuž byl vydán odsuzující rozsudek, který již nabyl právní moci.

## Práva obviněného
Po zahájení trestního stíhání lze proti obviněnému použít prostředků upravených trestním řádem (např. zadržení, vazba, předvolání a předvedení k výslechu). Na druhou stranu má však obviněný řadu práv (právo na obhajobu v širším smyslu). Mezi jeho základní práva patří právo vyjádřit se ke všem skutečnostem, které se mu kladou za vinu, a k důkazům o nich; není však povinen vypovídat pravdu, stejně tak může také výpověď zcela odmítnout. Svojí výpovědí pouze nesmí lživě obvinit jiného z trestného činu v úmyslu přivodit jeho trestní stíhání, čímž by se dopustil trestného činu křivého obvinění. Může uvádět okolnosti a důkazy sloužící k jeho obhajobě, činit návrhy, podávat žádosti a opravné prostředky. Obhajoba obviněného a jím navrhované důkazy, pokud nejsou zcela bezvýznamné, musí být pečlivě přezkoumány. Orgány činné v trestním řízení v přípravném řízení totiž musí z úřední povinnosti objasňovat stejně pečlivě okolnosti svědčící ve prospěch i v neprospěch osoby, proti které se trestní řízení vede.
Obviněný má dále právo zvolit si obhájce (právo na obhajobu v užším smyslu) a s ním se radit i během úkonů trestního řízení, nemůže se s ním však radit v průběhu svého výslechu, jak odpovědět na již položenou otázku. Je-li ve vazbě nebo ve výkonu trestu odnětí svobody, může s obhájcem mluvit bez přítomnosti třetí osoby. Obviněný může žádat, aby byl vyslýchán za účasti svého obhájce a aby se obhájce účastnil i jiných úkonů přípravného řízení. Pokud obviněný osvědčí, že nemá dostatek prostředků, aby si hradil náklady obhajoby, bude rozhodnuto, že má nárok na obhajobu bezplatnou či za sníženou odměnu.
Práva obviněnému příslušejí i tehdy, je-li z občanskoprávního hlediska omezen ve své svéprávnosti.
Před zahájením trestního stíhání proti konkrétní osobě policejní orgán zásadně důkazy pouze opatřuje a zajišťuje, v náležité procesní formě se provádějí až v pozdějších stadiích trestního řízení, zejména v hlavním líčení. Současná právní úprava tedy neumožňuje vedení trestního stíhání tzv. ve věci, v němž mohly být důkazy nejen vyhledány, ale i provedeny v náležité procesní formě ještě před obviněním konkrétní osoby. Při vedení trestního stíhání ve věci bylo možné např. vyslýchat svědky před zahájením trestního stíhání proti konkrétní osobě, a tak obviněný ani jeho obhájce vůbec neměli možnost účastnit se výslechů svědků a klást jim otázky, přičemž následně v hlavním líčení mohly být protokoly o provedených výsleších pouze přečteny bez osobního slyšení daných svědků.